# Тургунбек уулу, Нурланбек
Нурланбек Тургунбек уулу (кирг. Нурланбек Тургунбек уулу), урождённый Нурланбек Тургунбекович Шакиев (Нурланбек Тургунбек уулу Шакиев; род. 13 мая 1977; село Кара-Джыгач, Джалал-Абадская область) — киргизский политический и государственный деятель. Председатель Жогорку Кенеша с 5 октября 2022 года.

## Биография
Нурланбек Тургунбекович Шакиев родился 13 мая 1977 года в селе Кара-Джыгач Аксыйского района Джалал-Абадской области. Окончил факультет экономики и агробизнеса Кыргызской аграрной академии имени К. И. Скрябина.
Шакиев Нурланбек Тургунбекович начал трудовую деятельность в 1996 году заместителем главного редактора и главным редактором газеты «Обон». В 1997−1999 годах был главным редактором газеты «Учкун». В 1999−2004 годах был первым заместителем главного редактора газеты «Эркин-Тоо». В 2004 году пресс-секретарь Министерства транспорта и коммуникаций Кыргызской Республики. В 2005—2006 годах был главным редактором газеты «Эркин-Тоо».
В 2006−2009 годах был пресс-секретарём Президента Кыргызской Республики при Курманбеке Бакиеве. В 2009−2010 годах был генеральным директором общественной телерадиокомпании «ЭлТР». В 2010−2011 годах Министр культуры и информации Кыргызской Республики. В 2012−2014 годах был советником лидера фракции «Ата-Журт» Жогорку Кенеша Кыргызской Республики. В 2017−2021 годах был учредителем и генеральным директором ООО «2 Канал» (NewTV).
В 2021 году избран депутатом VII созыва Жогорку Кенеша Кыргызской Республики от Аксыйского избирательного округа № 17. 29 марта 2022 года избран руководителем депутатской фракции «Ата-Журт Кыргызстан» Жогорку Кенеша Кыргызской Республики. 5 октября избран Торага Жогорку Кенеша Кыргызской Республики.
Имеет чин советника государственной службы 1 класса, награждён Почётной грамотой Исполнительного комитета СНГ, юбилейной медалью ШОС и рядом других ведомственных медалей. Нурланбек Шакиев является депутатом Жогорку Кенеша Кыргызской Республики от фракции «Ата-Журт Кыргызстан».

## Награды
- Орден «Достык» II степени (2024 год, Казахстан)[4].
- Юбилейная медаль «МПА СНГ. 30 лет» (16 ноября 2023 года, Межпарламентская ассамблея СНГ) — за заслуги в деле развития и укрепления парламентаризма, за вклад в развитие и совершенствование правовых основ функционирования Содружества Независимых Государств, укрепление международных связей и межпарламентского сотрудничества[5].